# Gouvernement Étienne Maurice Gérard
Monarchie de Juillet
Gouvernement Jean-de-Dieu Soult I Gouvernement Hugues-Bernard Maret
Le ministère du maréchal Gérard, cinquième ministère de la monarchie de Juillet, est constitué le 18 juillet 1834 pour faire suite au premier ministère du maréchal Soult, dont le chef a démissionné. Il comprend 8 membres. Il démissionne le 4 novembre 1834 et est remplacé officiellement le 10 novembre par le ministère Maret.

## Constitution
Lorsqu'ils ont poussé le maréchal Soult à la démission, Thiers et Guizot avaient déjà pressenti le maréchal Gérard pour le remplacer. En dehors de ce changement de personne à la tête du ministère et à la Guerre, une « glorieuse épée » en chassant une autre, aucun changement n'est opéré dans la composition du ministère.

## Composition
- Président du Conseil : Étienne Maurice Gérard
- Ministres (8) :
  - Ministre de la Guerre : Étienne Maurice Gérard
  - Ministre de l'Intérieur : Adolphe Thiers
  - Ministre de la Justice et des Cultes : Jean-Charles Persil
  - Ministre des Affaires étrangères : Henri de Rigny
  - Ministre des Finances : Georges Humann
  - Ministre de la Marine et Colonies : Louis Jacob
  - Ministre de l'Instruction publique : François Guizot
  - Ministre du Commerce : Tanneguy Duchâtel

## Fin
À peine entré au ministère, le maréchal Gérard se rapproche du Tiers Parti et prend position, aux côtés de celui-ci et des républicains, en faveur de l'amnistie des insurgés des émeutes d'avril 1834. De ce fait, il entre aussitôt en conflit avec Louis-Philippe Ier, Thiers et Guizot, qui la rejettent. Une crise est donc d'emblée inévitable, et, comme Gérard ne peut l'emporter, il présente dès le 29 octobre 1834 sa démission, que le roi accepte, ouvrant une très longue crise ministérielle de plus de quatre mois.
Puisque le Tiers Parti s'oppose au gouvernement sur la question de l'amnistie, Guizot et Thiers, dans une lecture parlementaire des institutions, se retirent pour lui laisser la possibilité de gouverner en démontrant s'il jouit oui ou non d'une majorité à la Chambre. Afin de renforcer le caractère parlementaire de leur attitude, ils invitent leurs collègues à démissionner collectivement avec eux : le 4 novembre, ils sont suivis par Duchâtel, Humann et Rigny, mais non par Persil et Jacob. De toutes façons, tant que ces démissions ne sont pas acceptées par le roi, tous les ministres restent en fonctions.

### Sources
- Guy Antonetti, Louis-Philippe, Paris, Fayard, 1994, p. 699-724
- Benoît Yvert (dir.), Premiers ministres et présidents du Conseil depuis 1815. Histoire et dictionnaire raisonné, Paris, Perrin, 2002 -  (ISBN 2-262-01354-3)